# Topana
Topana é uma comuna romena localizada no distrito de Olt, na região de Oltênia. A comuna possui uma área de 35.68 km² e sua população era de 1221 habitantes segundo o censo de 2007.